# Cantón de Charenton-du-Cher
El cantón de Charenton-du-Cher era una división administrativa francesa, que estaba situada en el departamento de Cher y la región de Centro-Valle de Loira.

## Composición
El cantón estaba formado por nueve comunas:
- Arpheuilles
- Bannegon
- Bessais-le-Fromental
- Charenton-du-Cher
- Coust
- Le Pondy
- Saint-Pierre-les-Étieux
- Thaumiers
- Vernais

## Supresión del cantón de Charenton-du-Cher
En aplicación del Decreto n.º 2014-206 de 21 de febrero de 2014, el cantón de Charenton-du-Cher fue suprimido el 22 de marzo de 2015 y sus 9 comunas pasaron a formar parte del nuevo cantón de Dun-sur-Auron.